# Remake
Een remake  is in de filmwereld een term voor een nieuwe versie van een al eerder gemaakte film. De term wordt ook gebruikt voor een nieuwe versie van eerder gemaakte televisieseries en computerspellen.
De term remake wordt vooral gebruikt voor films (of televisieseries) die een oudere film als basis hebben en hetzelfde verhaal aanhouden. Het in 2001 uitgebrachte Ocean's Eleven bijvoorbeeld, was een remake van de film met dezelfde titel uit 1960.
Een remake heeft vaak dezelfde hoofdpersonen en verhaallijn als het origineel, maar soms wordt een aantal dingen veranderd of gemoderniseerd. The Thomas Crown Affair uit 1968 gaat over een bankoverval maar de remake uit 1999 gaat over de diefstal van een waardevol kunstwerk.
Een film die identiek dezelfde scènes bevat als het origineel noemt men een shot-for-shot remake. Zo is de kleurenfilm Psycho van Gus Van Sant uit 1998 een vrijwel exacte remake van de zwart-witfilm Psycho van Alfred Hitchcock uit 1960.
Een remake kan dezelfde titel hebben als het origineel. Een voorbeeld is The Italian Job (1969) waarvan in 2003 een remake werd uitgebracht onder dezelfde titel. Het hoeft echter niet; de James Bondfilm Never Say Never Again uit 1983 was een remake van Thunderball (1965).
Soms krijgen films een remake in een andere taal. Zo is de Amerikaanse film The Departed een remake van de film Infernal Affairs uit Hongkong. Hollywood-films krijgen soms een Indiase remake in Bollywood.
Van de Nederlandse film De lift (1983) werd door regisseur Dick Maas zelf een Amerikaanse remake gemaakt onder de titel Down (2001). Ook van Spoorloos (1984) werd door de oorspronkelijke regisseur (George Sluizer) een Amerikaanse remake gemaakt: The Vanishing (1994). De remake van de Nederlandse film Blind Date (1996) van Theo van Gogh door regisseur Stanley Tucci werd onder dezelfde titel uitgebracht.

## Demake
De term demake wordt in de wereld van computerspellen gebruikt om te verwijzen naar een ontwikkelde speltitel met opzettelijk oudere graphics.
Waar remakes doorgaans een spel proberen te verbeteren met modere middelen en graphics, is er een groeiende trend in de ontwikkeling van zogeheten demakes, die in bepaalde gevallen ook voor een verouderde generatie spelcomputers wordt uitgebracht.
Enkele populaire titels zijn onder meer Quest: Brian's Journey (demake van Quest 64), Super Smash Land (demake van Super Smash Bros.), D-Pad Hero (demake van Guitar Hero), Gang Garrison 2 (demake van Team Fortress 2) en Halo 2600, een demake van Halo.